# Waikato United FC
El Waikato United FC fou un club de futbol de Waikato (Nova Zelanda). Va ser fundat el 1986 amb el nom AFC Waikato, per la fusió de AFC Hamilton, Hamilton Wanderers i Claudelands Rovers. El 1988 adoptà el nom Waikato United.

## Palmarès
- Copa Chatham:[5]
  - 1988

- Northern League:
  - 1987